# ۸۱۵ (میلادی)

## رویدادها
- زمین‌لرزه سیستان. در سال ۱۹۹ ق سومین زمین لرزه ویرانگر در طی هشتاد سال در سیستان روی داد.